# Dendrocacalia
Dendrocacalia es un género de plantas herbáceas perteneciente a la familia de las asteráceas. Comprende 3 especies descritas y de estas, solo 2 aceptadas.

## Taxonomía
El género fue descrito por Nakai ex Tuyama y publicado en Botanical Magazine 50: 129. 1936. La especie tipo es: Dendrocacalia crepidifolia (Nakai) Nakai	.	

## Especies aceptadas
A continuación se brinda un listado de las especies del género Dendrocacalia aceptadas hasta julio de 2012, ordenadas alfabéticamente. Para cada una se indica el nombre binomial seguido del autor, abreviado según las convenciones y usos.
- Dendrocacalia crepididifolia Nakai
- Dendrocacalia crepidifolia (Nakai) Nakai